# Ralida Island
Ralida Island (englisch; bulgarisch остров Ралида ostrow Ralida) ist eine in ost-westlicher Ausrichtung 320 m lange und 80 m breite Insel im Palmer-Archipel vor der Westküste der Antarktischen Halbinsel. Sie liegt 1,12 km nördlich des Asencio Point, 180 m südöstlich von Glarus Island, 4,16 km südsüdöstlich des Bulnes Point und 2,86 km südlich des Tizoin Point vor der Südwestküste der Trinity-Insel.
Die bulgarische Kommission für Antarktische Geographische Namen benannte sie 2018 nach dem bulgarischen Trawler Ralida,  der von den 1970er Jahren bis in die frühen 1990er Jahre für den Fischfang in den Gewässern um Südgeorgien, um die Kerguelen, um die Südlichen Orkneyinseln, um die Südlichen Shetlandinseln und um die Antarktische Halbinsel operiert hatte.